# Heßdorf (Karsbach)
Heßdorf ist ein Gemeindeteil der Gemeinde Karsbach im unterfränkischen Landkreis Main-Spessart in Bayern.

## Geographie
Das Kirchdorf liegt auf 232 m ü. NHN an der Bundesstraße 27 zwischen Karsbach und Höllrich. Nordwestlich befindet sich das zu Gemünden am Main gehörende Dorf Seifriedsburg, östlich liegt der Truppenübungsplatz Hammelburg. Durch Heßdorf fließt der Kuhbach (früher Karsbach).